# Artes marciales de Asia y Oceanía
Las artes marciales asiáticas tienen miles de años de desarrollo, en el transcurso de los cuales han florecido cientos de escuelas y estilos.

## Introducción
La enseñanza de las artes marciales en Asia ha seguido la tradición cultural de aprendizaje maestro-discípulo que tiene su origen en la doctrina de Confucio. Los estudiantes reciben su instrucción en un sistema estrictamente jerárquico guiados por un maestro llamado Sensei en japonés, en chino 老師, (Wade-Giles) Lao Shih, (Pinyin) lǎo shī (lit., viejo maestro); cantonés Sifu; 師父 mandarín (Wade-Giles) Shih fu, (Pinyin) Shī fù (lit., el padre-maestro), 사범님 Sabeomnim (coreano). El instructor debe supervisar directamente el entrenamiento de los estudiantes y los estudiantes deben memorizar y recitar fielmente las reglas y las rutinas básicas de entrenamiento de la escuela.
No se tolera la discusión sobre los métodos de entrenamientos o los motivos y personalidad del instructor, ya que se considera que los aprendices no poseen suficiente familiaridad con los requisitos básicos de las artes para poder discernir con claridad. En cambio, se los alienta a repetir la aplicación en el entrenamiento de las formas y técnicas que se les van mostrando en escenarios cada vez más complejos.
En esta jerarquía "familiar" confucionista, aquellos que se han incorporado a la escuela de artes marciales antes del individuo son considerados sus hermanos y hermanas mayores, mientras que quienes lo hacen después son hermanas y hermanos menores. Los pares del instructor son los tíos y tías del estudiante, etc. Estas relaciones claramente definidas y basadas en la antigüedad se han diseñado para desarrollar intangibles tales como el buen carácter, la paciencia y la disciplina. Los estudiantes deben aprender su lugar adecuado en la jerarquía de la escuela para ver algo que vaya más allá de los ejercicios de condicionamiento más simples. Esto brinda seguridad a los instructores, el estudiantado y al propio estudiante.
Los estudiantes deben aprender como y por qué demostrar claramente su respeto por los demás y cómo
seguir adecuadamente las indicaciones de sus instructores. Las escuelas tradicionales pretenden así brindar reglas de juego claras y brindar un contexto estable para la interacción con los profesores y estudiantes más avanzados, los pares y también los estudiantes menos avanzados. De esta manera todos, aunque no tengan una ventaja física especial, pueden beneficiarse del entrenamiento provisto por la escuela de artes marciales.
En algunos casos puede existir algún mecanismo de certificación en el cual las habilidades del luchador se pongan a prueba antes de avanzar a un nivel de estudio superior. En otros sistemas, especialmente en China, solo se avanza cuando el maestro lo estima conveniente, luego de observar y evaluar personalmente por varios años la práctica del alumno. 
Este enfoque pedagógico, aunque es preservado y respetado en muchos estilos tradicionales, se ha visto debilitado y hasta rechazado por algunas escuelas, especialmente en Occidente.

## Artes marciales por país

### Afganistán
- Lucha libre afgana
- Pahlawani

### Arabia Saudita
- Taekwondo en Arabia Saudita

### Armenia
- Armenian wrestling
- Kokh
- Ymbshamart

### Australia

#### Armas tradicionales australianas
- Bumerán
- Waddy
- Woomera

#### Artes marciales australianas
- Artes Marciales Mixtas en Australia
- Boxeo en Australia
- Coreeda
- Federación Australiana de Karate
- Integrated Combat Systems
- Integrated MMA
- Melbourne City Wrestling
- Neko Ryu Martial Arts Australia
- Rhee Taekwondo
- SAFE Self Defense
- Shinbukan Dojo Karate and Ninjutsu
- UFA Martial Arts Academy
- World Series Wrestling
- Wrestling Australia
- Xtreme Fighting Championships, Brisbane, Queensland

### Azerbaiyán
- Azerbaijan Wing Chun Federation
- Oxatma
- World Alpagut Federation

### Bangladés
- Kabaddi
- Lathi Khela

### Baréin
- Brave Combat Federation

### Birmania
- Bando
- Bando kickboxing
- Bando-yoga
- Banshay
- Cardio-lethwei
- Lethwei
- Minzin
- Naban
- Thaing

### Brunéi
- Silat Suffian

### Camboya
- Angkor boxing
- Bokator
- Boxeo jemer
- Kun Khmer
- Labokkatao
- Pradal serey
- Prodal

### Corea
- Bonguk geom
- Bulmudo
- Choi kwang Do
- Choson mu sul
- Gjogsul
- GongKwon YuSul
- Haidong Gumdo
- Han Mu Do
- Hankumdo
- Hapkido
- Hwa rang do
- Ho shin sool
- Hoi Jeon Moo Sool
- Kyeok Too Ki
- Kuk Sool Won
- Kyuki Do
- Kyeok Sul Do
- Moo Duk Kwan
- Pyong Hwa
- Road Fighting Championship
- Shinson Hapkido
- Sipalkido
- Ssireum
- Soo Bahk Do
- Susinkwan Chaui Moo Do
- Sunmudo
- Taekkyon
- Taekwondo
- Tangsudo
- WonHwaDo

### Emiratos Árabes Unidos
- ADCC Submission Wrestling World Championship
- Submission wrestling
- UAE Jiu-Jitsu Federation

### Estado de Palestina
- Sport Plus Academy Ramallah

### Filipinas
- Arnes Diablo Knife Defense
- Aserong Kalasag
- Arnis
- Bakbakan International
- Balintawak Eskrima
- Balisong
- Baraw Sugbo
- Bultong
- Buno
- Boxeo filipino
- Cinco Teros
- Close Quarter Filipino Martial Art
- Combat Judo
- Doble Bastón
- Doce pares
- Dumog
- Eskrima
- Espada y Daga
- Filipino Dirty Boxing
- Gokosha
- Gunting
- Harimaw Buno
- Hubud Hampak
- Jendo
- Juramentado
- Kadena De Mano
- Kali
- Kali Amok
- Kali Silat
- Kalavera Eskrima
- Kinamutay
- Kino mutai
- Kombatan
- Kuntao
- Kuntao Silat
- Laraw Kali Pamuok
- Mano mano
- Palakabanate
- Palo filipino
- Pananjakman
- Panantukan
- Panandata
- Pangamot
- Pangamut
- Pekiti Tirsia Kali
- Pintados Filipino Martial Art
- Qol de mama
- Sabayan Double Knife
- Samahang Kickboxing ng Pilipinas
- Sayoc Kali
- Sayoc Karambit
- Sikaran
- Sinawali
- Suntukan
- Tat Kon Tou
- Udefend project
- Yaw Yan
- Yaw Yan Kampilan

### Georgia
- Neko Ryu Karate
- Shavparosnebi
- Khridoli

### Guam(Estados Unidos)
- Pacific Xtreme Combat
- San Jitsu

### Hawái(Estados Unidos)
- Kajukenbo
- Kapu Kuialua

### Hong Kong(China)
- Jeet Kune Do en Hong Kong
- Jiu-Jitsu Brasileño en Hong Kong
- Kung Fu en Hong Kong
- Taekwondo en Hong Kong
- Wing Chun en Hong Kong

### India
- Adimurai
- Adithada
- Advanced Commando Combat System
- Akhara
- Aki Kiti
- But Marma Atti
- Bandesh
- Bajawah
- Binot
- Bothati
- Dhanurveda
- Dhanurvidya
- Full Contact Championship
- Garadi mane
- Gatka
- Gatka marhati
- Gupti
- Huyen Lallong
- Indian Wrestling
- Jalli Kattu
- Kalari
- Kalaripayatu
- Kene
- Khati Samu
- Kushti
- Lathi Khela
- Loh Mushti
- Mardani Khel
- Marma Adi
- Mallak-rida
- Malla-yuddha
- Mizo Inchai
- Mukna
- Mushti yuddha
- Naga Wrestling
- Niyuddha-kride
- Paika
- Pancavarunum
- Parikhanda
- Pata
- Pehlwani
- Pro Panja League
- Red Brigade Trust
- Sanatan Shastar Vidya
- Shinbukan India
- Silambam
- Silambam Nillaikalakki
- Sqay
- Slap kabaddi
- Talwar
- Thang-ta
- Thoda
- Vajra-mushti
- Varma Kalai
- Yuddha Kala
- Yuddha Vidya

### Indonesia
- Kateda
- Karambit
- Kuntao
- Pencak Silat
- Tarung Derajat
- Underground Fight Bali

### Irán
- Iranian wrestling
- Koshti Pahlavani
- Kung-Fu Toa
- Shamshir
- Varzesh-e Bastani
- Varzesh-e Pahlavani
- Zurkhaneh

### Islas Salomón
- Solomon Islands Karate Federation

### Israel
- Abir Judith
- Abir Qesheth
- Akban
- Commando Krav Maga
- Dennis Survival Jiu-Jitsu
- Elite Fighters Israel
- Haganah System
- Kalah System
- Kapap
- Krav contact
- Krav magá
- Krav magá maleh
- Krav panim el panim
- Maor Self Defense Center

### Japón
Las artes marciales japonesas se conocen con el término genérico de Budo (武道), el camino del guerrero. Las artes tradicionales, propias de una cultura feudal, reciben el nombre de Koryu mientras que las posteriores a la restauración Meiji (como el judo, el kendo, el kyudo o el aikido) son llamadas Gendai Budo o "modernas" y están más orientadas a la práctica deportiva o la mejora personal. Párrafo aparte merecen las practicadas en la isla de Okinawa que, con una cultura distintiva, fue invadida por el clan Satsuma en el siglo XVII, lo que motivo el desarrollo de técnicas de combate sin armas.

#### Armas y armaduras tradicionales japonesas
- Armadura samurái
- Bō
- Bō shuriken
- Dō-maru
- Eku
- Espada japonesa
- Fukiya
- Hanbō
- Jō
- Kabuto
- Kakushi buki
- Kama
- Katana
- Kuatsu
- Kubotan
- Kusari-fundo
- Kusarigama
- Kusarigama okinawense
- Kyoketsu shoge
- Makibishi
- Mengu
- Metsubushi
- Naginata
- Ninjatō
- Nodachi
- Nunchaku
- Ōdachi
- Ō-yoroi
- Sai
- Shikomi buki
- Shikomizue
- Shuriken
- Tachi
- Tambō
- Tanegashima
- Tantō
- Tekagi-shuko
- Tekkō
- Tekkō-kagi
- Tenshinryu
- Tonfa
- Tsurugi
- Suntetsu
- Surujin
- Wakizashi
- Yari
- Yawara

#### Artes marciales japonesas
- Aikido
- Aiki-jūjutsu
- Aikijujutsu Yoseikan
- Aikikai
- Aikikai Honbu Dōjō
- Aiki-ken
- All Japan Pro Wrestling
- Artes Marciales de las Fuerzas de Autodefensa de Japón
- Ashigaru
- Atemi
- Big Japan Pro Wrestling
- Bajutsu
- Bōjutsu
- Bo-Taoshi
- Budō
- Bujinkan
- Bu Jutsu
- Bushidō
- Byakuren Kaikan
- Dai Nihon Butokukai
- Daitō-ryū
- Dakaito Ryu
- Deep MMA
- Deep Jewels MMA
- Dōjō Kun
- Dokkōdō
- Dream
- Fighting Network Rings
- Fuji Ryu Taijutsu
- Genbukan
- Gendai budō
- Genseiryū
- Goju-Ryu KuYuKai
- Go Kan Ryu Karate (GKR Karate)
- Gyokko Ryû Kosshi Jutsu
- Goshindo
- Goshin Jujitsu
- Hakkō-ryū
- Hanbōjutsu
- Hōzōin-ryū
- Iaidō
- Iaijutsu
- Ishimine Ryu Karate Do Preservation Society
- Japan Karate Association
- Japan Karate-Do Ryobu-Kai
- Jieitai Kakutō Jutsu
- Jinenkan
- Jiu-Jitsu
- Jōdō
- Jōjutsu
- Judo
- Jūjutsu
- Jūkendō
- Jukenpo
- Ju No Michi
- Jutaijutsu
- Jyoshinmon Shorin Ryu
- K-1
- Kakuto
- Karate
- Kata
- Kendo
- Kenjutsu
- Kenpō
- Kenpō kai
- Kiai
- Kick boxing
- Kihon
- Kikotsu
- Kobudo
- Kōdōkan
- Kokondo Karate
- Koppōjutsu
- Koryū budō
- Kosen judo
- Koshiki karate
- Kūdō
- Kuji-in
- Kuji-kiri
- Kukishinden Ryu
- Kumite
- Kunoichi
- Kyokushinkai
- Kyudo
- Kyujutsu
- Kyusho jitsu
- Matsubayashi-ryū
- Mugen Shinto Ryu Iaijutsu
- Naginatajutsu
- Nanbudo
- Ne Waza
- New Japan Pro-Wrestling
- Nihon Koden Shindō Ryū
- Ninja
- Ninjutsu
- Nippon Budokan
- Nippon Kempo
- Okigikukendo
- Pancrase
- PRIDE Fighting Championships
- Puroresu
- Randori
- Rizin Fighting Federation
- Saijutsu
- Samurái
- Sankaku-jime
- Sanshinkai Karate
- Sappô
- Shidokan
- Shinden Fudo Ryu
- Shinkendō
- Shintaido
- Shitō-ryū
- Shugendō
- Shurikenjutsu
- Smackgirl
- Sōjutsu
- Shorinji kempo
- Shoot boxing
- Shoot wrestling
- Shootfighting
- Shooto
- Shotokan
- Shūdōkan
- Shukokai
- Sumai
- Sumo
- Taido
- Taiho Jutsu
- Taijutsu
- Takaya-Ryu
- Taikiken
- Tambōjutsu
- Tantōjutsu
- Tenshin Shōden Katori Shintō-ryū
- Togakure ryū
- Tokitsu-ryu
- Toshu Kakuto
- Toyama Ryu
- Wado Ryu
- Yabusame
- Yagyu Shingan-ryu Taijutsu
- Yagyū Shinkage-ryū
- Yamanni-ryu
- Yarijutsu
- Yoseikan
- Yoseikan Budo
- Yoseikan Dakaito Ryu
- Yoroi kumi uchi

### Kazajistán
- Kylyshtasu
- RFC Fighting Championship

### Kirguistán
- Alysh

### Kurdistán iraquí
- Soran Ninja Team

### Laos
- Muay Lao

### Malasia
- Bersilat
- Nillaikalakki Silambam
- Silat Melayu
- Sociedad Atlética Sao Lim de Penang
- Tomoi

### Maldivas
- Fight Soul Maldives
- Sharks Martial Arts Academy

### Mongolia
- Lucha mongola
- Naadam festival tradicional de Mongolia
- Tiro con arco en Mongolia

### Nepal
- Artes marciales en Nepal
- Asociación de Taekwondo de Nepal
- Gurkha
- International Martial Art Academy Nepal
- Kukri
- Kung-Fu Nuns
- Kwanmukan Karate Do Association

### Nueva Caledonia(Francia)
- Coringa Brazilian Jiu-Jitsu New Caledonia
- Dojo Karate Kyokushin Noumea
- La Voie Du Wushu
- Sun Moo Kwan Nouvelle Caledonie
- Taekwondo Club Calédonien

### Nueva Zelanda
- BodyCombat
- Impact Pro Wrestling
- Mau Rakau
- Taiaha
- Toa Fighting Systems

### Pakistán
- Bushi-Ban

### Papúa Nueva Guinea
- Judo en Papúa Nueva Guinea
- Karate-Do en Papúa Nueva Guinea
- Taekwondo en Papúa Nueva Guinea

### Prefectura de Okinawa(Japón)
- Bubishi
- Gōjū Ryū
- Isshin-ryū
- Karate
- Kobudō
- Matayoshi kobudō
- Motobu Udun Ti
- Mutō
- Naha-Te
- Ryūkyū kenpō
- Shitō-ryū
- Shōrin Ryū
- Shuri-Te
- Tegumi
- Tomari-Te
- Uechi Ryū

### Región Autónoma del Tíbet(República Popular China)
- Hop Gar
- Lama Pai
- Lion's roar
- Sengueï Ngaro
- Simhanada Vajramukti
- Tibetan White Crane

### República de China
- Judo en Taiwán
- Karate-Do en Taiwán
- Taekwondo en Taiwán
- Kung-fu en Taiwán
- Taipei Budokai

### República Popular China
El nombre genérico utilizado en Occidente para las artes marciales chinas es kungfu, que significa aproximadamente mérito alcanzado a través de un gran esfuerzo. Sería más apropiado utilizar, como en China, la voz Wushu que significa arte marcial o, más exactamente, defensa personal. En China se suele distinguir entre las disciplinas externas (Wei chia), basadas en la agilidad y la fuerza física, y las internas (Nei chia), que ponen énfasis en el estado de alerta y el control de la respiración (Qì). 

#### Armas tradicionales chinas
- Dao - Sable
- Dadao - Alfanje
- Guan dao - Guadaña de guerra
- Gun - Bastón
- Jǐ - Alabarda
- Jian - Espada
- Qiang - Lanza
- Pudao - Guja
- Sān jié gùn
- Shao zi gùn - Mayal
- Shuāng jié gùn

#### Artes internas
- Bāguà
- Bāguàzhǎng
- Bajiquan
- Chi kung
- Dacheng quan
- Dian xue
- Dim mak
- Liuhebafa
- Neigong
- Neijia
- Puntos de presión
- Taichí
- Taichí chuan
- Wuxia
- Xingyiquan
- Yiquan
- Zhaobao Taijiquan
- Ziranmen

#### Artes externas
- Cai Li Fo
- Choy gar
- Choy Li Fat
- Changquan
- Chi Sao
- Chuo Jiao
- Dāoshu
- Duan Da
- Eagle Claw
- Emeiquan
- Fanziquan
- Hung Gar
- Kung Fu
- Kung Fu Bak-Mei
- Kung Fu Dao-Pai
- Kung Fu de la Mantis Religiosa del Norte
- Kung Fu de la Serpiente
- Kung Fu del Mono
- Kung Fu del Tigre Negro
- Kunlun Fight
- Meihuaquan
- Mizongquan
- My Jong Law Horn
- Nánquán
- Paoquan
- Piguaquan
- Piguazhang
- Qínná
- Quánfǎ
- Sanda
- Sanshou
- Sanhuang Paochui
- Shaolinchen
- Shaolin Kungfu
- Shaolinsut
- Shuai Jiao
- Siu Pau Ying Kuen
- Tantui
- Tafangtao
- Tongbeiquan
- Wing chun
- Wing Tsun
- Wubeizhi
- Wujiaquanfa
- Wushu
- Wuzuquan
- Yau Kung Mun
- Yingzhaoquan (Garra de águila)
- Yuejiaquan
- Ziranmen
- Zuiquan (Puño de borracho)

### Rusia asiática

#### Buriatia
- Lucha buriata

#### Sajá
- Khapsagai

#### Siberia
- Systema Sibirskiy Viun

#### Tuvá
- Khuresh

### Samoa Americana(Estados Unidos)
- Lima Lama

### Singapur
- Close Combat Training (CCT), este arte marcial es el entrenamiento de combate en espacios cerrados de las fuerzas armadas de Singapur).
- Glory es una promoción de kickboxing fundada en 2012 con sede en Singapur.
- Jeet kune do Singapore.
- ONE Championship es organización de deportes de combate con sede en Singapur.

### Sri Lanka
- Angampora
- Cheena di

### Tailandia
- Bangtao Muay Thai & MMA
- Boxeo tailandés
- Bare Knuckle Fighting Championship Thailand
- Lumpini Boxing Stadium
- Muay thai
- Muay Boran
- Krabi krabong
- Muay Lert Rit
- Pahuyuth
- Pukhet Fight Club
- Rage Fight Academy Pattaya
- Rajadamnern Stadium
- Revolution Muay Thai MMA
- Southside MMA Thailand
- The Box Thailand
- The Powerhouse Pukhet Thailand
- Tiger Muay Thai
- Yokkao Training Center Bangkok

### Turquía
- Güreş
- Karakucak güreşi
- Kiliç
- Kırkpınar
- Yağlı pehlivan güreşleri
- Sayokan
- Turkish Power Wrestling
- Türkiye Güreş Federasyonu
- Yağlı güreş

### Uzbekistán
- Kurash

### Vietnam
- Bình Định Gia
- Nam Hồng Sơn
- Quán Khí Đạo
- Sa Long Cương
- Tân Khánh Bà Trà
- Thanh Long Võ Đạo
- Thiên Môn Đạo
- Vịnh Xuân Quyền Việt Nam
- Võ Nhất Nam
- Võ Thuật Bình Định
- Võ Thuật Cổ Truyền Việt Nam
- Võ Vật Liễu Đôi
- Vovinam Việt Võ Đạo

- Datos: Q15696862